# Manuel Ruiz de Lopera
Manuel Ruiz de Lopera y Ávalos (Sevilla, 13 de agosto de 1944-Sevilla, 24 de marzo de 2024) fue un empresario español, máximo dirigente del Real Betis Balompié desde los años noventa a 2010.

## Participación en el Betis
En septiembre de 1991 llega a la junta directiva del club de fútbol Real Betis Balompié como vicepresidente económico de Hugo Galera Davidson y, el 30 de junio de 1992, presenta los avales bancarios necesarios, por la cuantía que faltaba para llegar a los 1.175 millones de pesetas exigidos por el Plan de Saneamiento (680 millones), convirtiéndose así Farusa (Familia Ruiz Ávalos S.A.) en accionista mayoritario con un 51%.
Bajo su mandato se consiguieron algunos de los éxitos deportivos más importantes de la historia del club hispalense. En 1997, realizó el fichaje más caro del fútbol mundial en ese momento, el del brasileño Denilson de Oliveira, por 30 millones de euros.
Durante su mandato, como máximo accionista, el equipo ganó una Copa del Rey (2005) y jugó en la liga europea en 5 ocasiones. En la temporada 2004-2005 el Real Betis terminó la liga española en 4.ª posición y ganó el derecho, por primera vez en su historia, a jugar la Champions League durante la siguiente. Sin embargo, desde esa temporada, el club ha vivido un permanente declive. Luchó por la permanencia en 1.ª División durante cuatro temporadas y descendió, finalmente, en 2009 a la 2.ª División. En este período se incrementó notablemente la cantidad de aficionados contrarios a su gestión y surgieron diversas plataformas de oposición. Las principales críticas que se le achacaron fueron la pobre planificación deportiva, el bajo nivel de los fichajes y su arcaica manera de dirigir el club.
El 30 de junio de 2006 le sucedió como presidente José León Gómez, industrial de la aceituna de mesa, que ya había ostentado dicho cargo con anterioridad en otras dos ocasiones. El 15 de julio de 2009 la afición bética se manifestó para pedir la venta de las acciones por parte del máximo accionista. El 7 de julio de 2010 anunció la venta de su paquete de acciones a Luis Oliver por unos 18 millones de euros, aunque dicha venta no se llegaría a producir al intervenir la juez Mercedes Alaya y al no dar su permiso el Comité Superior de Deportes. 
Durante su presidencia se inició un proyecto, inconcluso, de un nuevo estadio y en el año 2000 este cambió el nombre de Estadio Benito Villamarín a Estadio Manuel Ruiz de Lopera.  Tras un referéndum entre los socios el estadio volvió a llamarse Benito Villamarín en octubre de 2010. La Ciudad Deportiva del Real Betis llevaba también su nombre aunque fue cambiado a Luis del Sol.

## Condena y situación judicial
Manuel Ruiz de Lopera fue condenado en 2006 por un delito contra la Hacienda Pública, en su gestión al frente del Betis, le fueron impuestas dos penas de siete meses y medio de cárcel, además del pago de una multa de casi cinco millones de euros. Una inspección llevada a cabo por la Agencia Tributaria detectó irregularidades fiscales de los ejercicios 1996 y 1997.

En septiembre de 2010 la juez Mercedes Alaya embargó las acciones del Betis de Farusa, así como 44 de sus inmuebles, para cubrir la fianza.
Tras perder Lopera el control de las acciones del club, este fue intervenido judicialmente. En esta etapa lo dirigieron los administradores fijados por la juez (sucesivamente Gómez Porrúa, José Antonio Bosch y Francisco Estepa), con presencia en la directiva de un mito del beticismo, el exfutbolista Rafael Gordillo.
El 9 de mayo de 2014 la juez Mercedes Alaya dictó contra él un auto de procesamiento por presuntos hechos delictivos de carácter económico durante su gestión del Real Betis Balompié S.A.D.
El 10 de julio de 2015 la Audiencia de Sevilla devolvió a Lopera el control político del 20% y el 50% del control económico de las acciones del Betis.
En enero de 2024 estuvo ingresado en un hospital de la capital hispalense a causa de problemas digestivos derivados de una diverticulitis; en marzo volvió a ser ingresado en la Unidad de Cuidados Intensivos de la clínica sevillana de Santa Isabel; y pocos días después de haber sido dado de alta, falleció en su domicilio sevillano, en la mañana del 24 de marzo de 2024, a los 79 años de edad.

## Éxitos deportivos del Real Betis bajo su presidencia
- 1 campeonato de la Copa del Rey (temporada 2004/05)
- 1 clasificación para Liga de Campeones (temporada 2004/05)
- 1 subcampeonato de Copa del Rey (temporada 1996/97)
- 3 clasificaciones para la Copa de la UEFA (temporadas 1994/95 1997/98 y 2001/02)
- 1 clasificación para la Recopa (temporada 1996/97)
- 1 subcampeonato de la Supercopa de España de Fútbol (temporada 2005/06)